# Asplenium kangdingense
Asplenium kangdingense là một loài thực vật có mạch trong họ Aspleniaceae. Loài này được Ching & H.S. Kung miêu tả khoa học đầu tiên năm 1995.